# 척준경
척준경(拓俊京, ?~1144년 음력 2월)은 고려 중기의 관리이자, 무신이다. 본관은 곡산(谷山)이며, 검교대장군(檢校大將軍) 척위공의 아들이다.
황해도 곡주(谷州: 황해북도 곡산군) 출신이다. 1104년(숙종 9)부터 1109년까지 윤관, 오연총, 왕자지 등과 함께 함경도에 침입한 여진족을 몰아내고 동북 9성을 쌓는데 기여하였다. 뛰어난 용맹으로 여진족 정벌에 종군하여 많은 공을 세웠으나, 이자겸과 함께 전횡을 일삼아 나라를 어지럽게 만들었다.

## 생애

### 생애 초반
1070년경 검교대장군(檢校大將軍) 척위공의 아들로 황해도 곡주(곡산)에서 태어났다. 그러나 그의 가문은 한미한 지역 향리 집안으로 가난해 학문을 배우지 못하고 무뢰배와 사귀므로 서리(胥吏) 되기를 바랐으나 되지 못했다. 숙종이 왕자 신분으로 계림공(鷄林公) 옹(顒)으로 불리고 있을 때 숙종을 섬기게 되어 숙종 즉위년인 1095년에 추밀원 별가(樞密院別駕)가 됨으로써 벼슬길에 올랐다.
1104년 1월 척준경이 추밀원에서 9년간 근무하다가 직책을 얻게 된다. 이때 동여진의 오라수와 부내로가 부족간 다툼을 벌였는데 이때 다툼에서 밀려난 부내로는 군사 1753명을 이끌고 고려로 도망을 왔다. 평소 부내로와 친하던 고려조정은 그를 흔쾌히 받아주었고, 이로 인해 화가 난 오라수는 그의 장수인 공형과 지조에게 기병을 주어 정주성으로 쳐들어가게 했다. 그리하여 조정에서는 문하시랑평장사 임간을 동북면행영병마사로 삼아 이를 진압하라 명을 내린다. 척준경도 임간(林幹)의 부관으로 출전하게 된다.

### 여진족 정벌

#### 제2차 여진족 토벌
1104년(숙종 9) 음력 2월 동북면 병마사 임간이 정주(定州)에서 훈련되지 않은 군사를 무리하게 출정시켰다가 동여진과 싸워 크게 패하고 전사했으며 정주성의 함락 위기에 직면했는데, 척준경이 적장 둘을 베는 등 추격해오는 적의 기세를 꺾었기 때문에 여진족이 놀라 퇴각하고 남은 병사들이 무사히 돌아올 수 있었다. 척준경은 임간에게 무기와 갑옷입힌 말(介馬)을 얻은 뒤, 혼자 여진족 기병대를 향해 돌진했다. 그는 여진족 기병대의 창에 베였으나 기병대 틈사이를 헤치고 적장 1명을 베어 죽였고 포로인 준민, 덕린과 함께 활로 각각 여진족 1명씩 쏘아 죽이자 여진족 군사들이 놀라 동요하였다.
척준경이 물러나려 하자 여진기병 100여명이 뒤를 쫓았는데 이때 숲으로 들어가 추격하는 여진족 장수 1명을 사살하였다. 성까지 퇴각하니 성벽에서 대상(大相) 인점이 또 적장 1명을 죽이자 지휘관을 잃은 여진족 군사들은 동요하여 달아났다. 그러나 고려군 전사자 다수 발생으로 패전의 책임을 지고 황유현, 송충, 왕공윤, 조규 등을 비롯한 여러 사람이 파면되었으나, 척준경의 이름은 이 싸움을 계기로 널리 알려지게 되었으며, 그 공으로 천우위 녹사 참군사(千牛衛錄事參軍事)가 되었다. 그해 3월 윤관과 함께 다시 여진족 토벌에 나섰으나 부득이 패전하였다.
숙종은 윤관으로 임간을 대신하게 하였으나, 음력 3월에 윤관이 싸워도 여진족에게 밀려 강화를 청하고 돌아오자 크게 분노하여 여진 정벌 계획을 추진하게 되었다.

#### 제3차 여진족 토벌

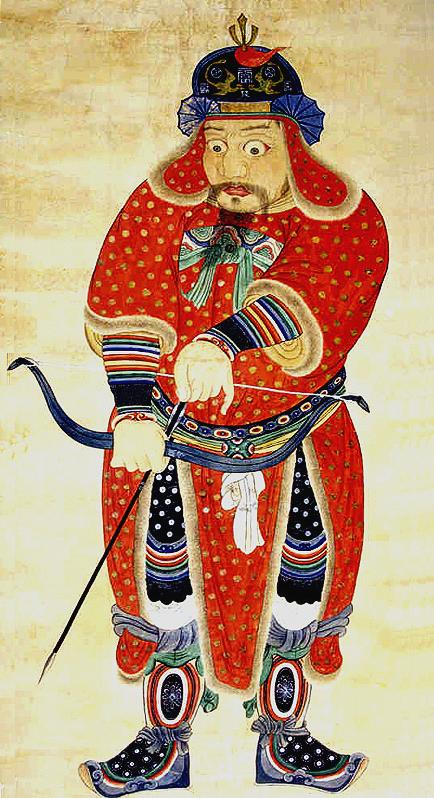
도원수 윤관

숙종이 승하한 후 즉위한 예종은 1107년 17만 대군을 편성하여 여진족을 공격하게 하였다. 이때 척준경은 지난날 지은 죄를 윤관이 용서하였기에 용감히 싸워 발군의 활약을 보였다.
1107년(예종 2년)에 여진족의 동태가 심상하지 않다는 한 변장(邊將)의 긴급보고를 접하자 왕명으로 도원수 윤관, 부원수 오연총의 부관이 되어 17만 대군을 거느리고 여진족 정벌에 출정하였다. 당시 여진족은 우리 나라 동북부에서 만주에 걸쳐 살면서 북부 국경지대인 함흥 지방을 위협하자 고려의 북진 정책에 역행이 되었던 여진족을 소탕하려고 출정하였으나 누차 실패하고 심려 끝에 그 원인이 여진족의 기병임을 깨닫고 왕명을 받아 오연총은 윤관과 특수부대 17만을 거느리고 여진촌락 135개를 쳐서 포로 1030명, 사살 4940명 등 큰 공을 세웠다.

#### 1107년의 활약
1107년(예종 2) 음력 12월 출정하기에 앞서 여진족 추장들에게 예전에 억류했던 추장들을 풀어준다고 하여 고려 땅으로 불러들이고는 모두 죽였는데, 고려 측의 말을 믿지 않은 일부 추장은 천리장성 밖에 그대로 머무르고 있었다. 윤관을 따라 중군 병마녹사(中軍兵馬錄事)로 출정한 척준경은 김부필(金富弼 : 김부식의 형), 최홍정과 함께 이들을 모두 잡아 죽였다. 출정 후 여진족들이 석성(石城)에서 완강하게 농성하자 선두에 서서 여진족을 무찔렀고, 그 때문에 군사들의 사기가 올라 성을 점령할 수 있었다. 이 싸움에서의 전공으로 비단 30필을 하사받았다.
그해 12월 윤관과 오연총은 17만 명의 군사를 중·좌·우의 3군으로 편성했으며 수군(水軍)까지 동원해 여진정벌에 나섰다. 고려군은 일거에 쳐들어가 여진족을 쫓아내고 9성을 쌓았다. 처음 여진족을 공격하는 척 하다가 후퇴한 뒤, 여진추장에게 사자를 보내 고려가 앞서 잡아둔 여진족 허정(許貞)· 나불(羅弗) 등을 돌려보내겠다고 거짓통보를 하자, 여진족 추장은 400여명의 호송 병력을 보내왔는데, 이때 윤관과 오연총은 이들을 유인하여 거의 섬멸시키고 사로잡았다.
이후 윤관의 휘하에서 활약하다가 그에게 별도의 부대를 편성하여 석성을 추격의 명을 받는다. 윤관군의 기습공격에 눌린 여진이 퇴각하여 동음성(冬音城)으로 숨자 정예부대를 편성하여 추격, 다른 여진군이 숨은 석성(石城)을 추격하라는 윤관의 명을 받고 성을 공격, 방패를 들고 석성의 성벽을 올라가 성에 잠입하여 여진족 군사들과 성에서 공방전을 벌여 승리했다. 여진족이 재기할 틈을 주지 않고 바로 격파하여 섬멸하였다. 척준경군이 석성에서 공방전을 벌이는 사이 윤관은 친히 이끌고 좌군과 함께 석성을 함락시켰다. 이날 정벌군 전부대는 여진족을 크게 격파하여 수급1만개를 얻었고 동여진의 요을대와 휘하 3230명의 항복을 받아내는 성과를 얻었다. 척준경은 석성에 잠입한 공으로 능라(綾羅) 30필을 받았다.

#### 1108년의 활약

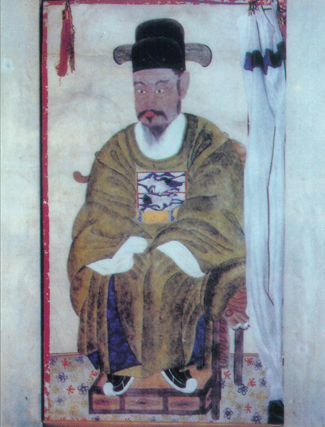
부원수 오연총

1108년(고려 예종 3년) 음력 1월 오연총, 윤관, 왕자지 등과 함께 별무반을 이끌고 다시 출정하였다. 윤관은 오연총과 함께 정병 8,000여명을 데리고 가한촌(加漢村) 입구의 작은 길로 나가니, 풀숲 사이에 매복하던 여진족 군사는 윤관과 오연총의 군사가 이르는 것을 기다려서 이를 급히 공격하여 섬멸시켰다. 이때 윤관이 거느린 군사가 진군하던 중 가한촌 전투 도중 험곡에서 매복에 걸려들어 대부분 죽고 다만 10여 명이 남았다. 이때 도원수 윤관과 부원수 오연총과 함께 여진족에게 포위당하고 포로로 사로잡히게 되었다. 형세가 위태로워지자, 화살에 맞은 오연총이 사로잡히기 전에 급히 사자를 보내 위급함을 알렸다. 그러나 척준경이 후발대를 이끌고 급습하여 겨우 구출되었다.
척준경은 아우 척준신이 "적진이 견고하여 좀처럼 돌파하지 못할 것 같으데 공연히 쓸데없는 죽음을 당하는 것이 무슨 이익이 있겠습니까?"라며 만류에도 불구하고 척준경은 "너는 돌아가서 늙은 아버님을 봉양하거라! 나는 이 한 몸을 국가에 바쳤으니 의리상 가만히 있을 수 없다."고 답변하며 급히 정예병사 10여명을 거느리고 적진 속으로 돌격하여 여진족들이 포위를 풀고 달아나게 했다. 순식간에 적군 10여명을 죽이고 윤관을 구출한 찰나, 최홍정과 이관진이 이끄는 지원군이 나타나 윤관과 오연총을 구출하였다. 무사히 영주(英州 : 고려가 점령지에 설치한 9성 중의 하나)로 돌아온 윤관은 눈물을 흘리면서 감격해하였다. 윤관은 영주성으로 돌아와 척준경에게 고마움의 표시로 양자로 대하였고, 척준경을 합문지후로 승격시켰다.
이후 적이 기병과 보병 2만을 이끌고 영주성 남쪽으로 진군하였다. 윤관과 임언, 오연총 등은 방어에 치중하고자 했으나 척준경은 반대하며 적과 싸우고자 하였다. 윤관은 척준경의 용맹을 믿어 결사대를 보내 적을 치게하였다. 결사대를 이끌고 성밖으로 나간 척준경군은 바로 적군 19명의 머리를 베었고 여진족 선발대는 놀라서 퇴각, 북쪽으로 달아났다. 이를 성벽위 누대에서 본 윤관 등이 누대에서 내려와 이를 맞이하여 손을 잡고 서로 절을 하였다.

척경입비도, 윤관 등이 여진족정벌 직후 국경비를 세우는 장면 (17세기 민화)

이후 윤관, 오연총은 이에 제장들을 거느리고 중성대도독부(中城大都督府)로 모였다. 이때 권지승선 왕자지가 공험성(公險城)으로부터 군사를 거느리고 도독부로 오던 중 여진족 장수 사현(史現)의 군사를 만나 갑작스런 공격을 받아 그가 이끄는 군대가 패퇴하고, 위기에 처하자 척준경은 용맹과 기지로써 왕자지를 구원하여 여진족들을 패퇴시켰으며, 왕자지가 말을 잃어버리자 직접 적진에 달려가 여진족 병사 한명을 쓰러뜨리고 말 한필을 빼앗아서 왕자지에게 주기도 했다.
2월 우야속은 대군을 이끌고 웅주성(雄州)에 진격했다.우야속 군이 웅주성을 포위하자 겁에 질린 고려군은 움직이지 못했으나 최홍정이 군사들을 타이르고 격려하니, 잃었던 전의를 가지게 되었다. 곧 4문을 열고 일제히 나가 공격하여 크게 이겼는데, 사로잡고 벤 것이 80급, 병거(兵車) 50여 량, 중거(中車) 2백 량, 말 40필을 노획하였고, 그 외에도 노획한 무기는 이루 다 셀 수 없었다. 하지만 시간이 지날수록 적의 포위가 심해지자 성 안에 있던 척준경은 상황이 위급함을 듣고 군사의 해진 옷을 입고 홀로 밤에 줄에 매달려 성을 내려가, 정주로 돌아가서 군사를 정돈하고 정주에서 원군을 거느리고 와 통태진을 통과하여 야등포로부터 길주에 이르러 여진족들을 차례차례 격파했다.
1108년 음력 8월과 9월에도 왕자지와 함께 싸워 전공을 세워, 8월엔 함주와 영주, 9월엔 사지령에서 여진족을 대파하여 총 수급 60개를 얻었고 3명을 포로로 잡았다. 그러나 이후 여진의 반격이 거세지고 조정에서도 화친을 주장하는 목소리가 커지자 1109년 철수해야 했다. 그러나 여진족을 상대로 수많은 전공을 세움으로써 명성이 높아지고 수차례 승진을 거듭했으며 예종은 척준경의 전공을 치하하는 뜻에서 행영병마판관에 임명하고 1109년 5월에 예종은 아버지 척위공을 궁궐로 불러들여 위로하고 준경의 공을 치하하고 술과 고기, 은한덩이, 멥쌀 10석을 상으로 하사하였다.

#### 이후 여진족에 대한 태도
1109년 7월 위위시소경이 되었다. 여진족을 정벌할 때는 누구보다도 뛰어난 용맹을 떨쳤던 척준경이었으나, 전쟁이 끝난 후에는 여진족을 신중하게 대해야 한다는 태도를 보였다.
1115년 음력 1월 요나라에 반기를 들었던 완안 아골타가 금나라를 세우고 황제라 칭하자, 요나라의 천조제 야율연희(耶律延禧)는 대군을 편성하여 여진족을 진압하려 했으나 요나라군은 금나라군에게 대패하였다. 그해 음력 8월 천조제는 다시 15만 대군을 편성하여 금나라를 공격하려 했는데, 이때 고려에도 사신을 보내어 금나라와의 싸움에 군사를 보내 달라고 하였다. 대다수의 신하는 군사를 보낼 것을 주장했으나 척준경은 김부일·김부식 등과 함께 여진족 정벌 이후 국력이 회복되지 않았음을 이유로 반대하였다. 결국 출정은 이루어지지 않았으며, 천조제는 금나라군과 싸워 또 한 번 처참한 패배를 당했다. 천조제는 음력 11월에도 사신을 보내 고려군의 출병을 요청했으나 끝내 성사되지 않았다.
1123년 참지정사, 이부상서를 거쳐 1124년 12월 중서시랑평장사(中書侍郞平章事)에 임명됐다. 그러나 문신 관료들의 멸시와 무시로 1125년 4월 사직하고 낙향하였다. 이에 인종은 최식, 이후를 보내 그를 달래어돌아오게 했다. 1125년 다시 중서시랑 평장사가 되었다. 1126년 음력 3월 조정에서 금나라를 받드는 것에 대해 논의하자 대부분의 신하가 반대했으나, 척준경은 이자겸과 함께 금나라가 강대해졌으므로 섬기는 것이 옳다고 주장하였다. 이로 인해 고려와 금나라 사이에 군신관계가 맺어지게 되었다.

### 정치 활동

#### 이자겸과의 협력
척준경은 인종이 등극한 후 권력을 잡은 이자겸을 돕게 되며, 이유는 명확치 않으나, 이자겸의 다섯째 아들인 이지원(李之元)이 척준경의 사위인 것과 관련이 있을 것으로 짐작할 수 있다. 이자겸은 척준경을 자기사람으로 만들기 위해 준경의 딸을 자기의 아들과 혼인시켜 사돈지간이 되자고 권고했고, 척준경은 이자겸의 제안을 수용한다.
이자겸의 권세가 커짐에 따라 척준경의 위상도 높아졌으며, 동생 척준신과 아들 척순(拓純) 역시 벼슬이 높아졌다. 척준경은 인종 초에 이부상서(吏部尙書)에 올라 참지정사(參知政事)를 거쳐 문하시랑평장사(門下侍郞平章事)에 이르렀다. 그리고 병부상서로 병권을 장악하였다. 이어 동생 척준신이 병부상서로 승진한다.
인종은 이자겸이 분에 넘치는 전횡을 일삼는 것에 대해 큰 불만을 가지고 있었으며, 1126년(인종 4) 음력 2월 지녹연 등이 인종의 뜻을 받들어 이자겸 일파를 제거하기 위해 거사하여 궁궐을 장악하였다. 이 과정에서 척준신과 척순도 살해당하고 궐 밖으로 시체가 던져졌다.

#### 인종의 이자겸, 척준경 제거 기도
1126년 음력 2월, 인종의 측근인 내시지후(內侍祗侯) 김찬(金粲)과 내시녹사(內侍綠事) 안보린(安甫麟)이 동지추밀원사 지녹연에게 이자겸·척준경(拓俊京) 등을 주살할 것을 모의하고 인종에게 이를 상주하자 인종은 동의한다. 그러자 지녹연은 바로 상장군(上將軍) 오탁(吳卓)과 대장군(大將軍) 권수(權秀), 장군(將軍) 고석(高碩) 등을 은밀히 불러 이자겸을 체포하도록 계획을 세운다.
이들 무장들은 병권을 쥐고 있던 척준경과 그의 동생 척준신을 매우 싫어했던 사람들이었다. 그런데 이자겸이 권력을 독식하면서 척준경 역시 권좌에 오르게 되었다. 또한 척준경의 아우 척준신은 오탁, 권수의 부하 장수로 있다가 형의 배경에 힘입어 그들의 상관인 병부상서에 올라 있었다. 따라서 이를 못마땅해 하고 있던 무장들은 척준경과 척준신을 제거하려는 움직임을 보이고 있었고, 그때 마침 지녹연이 이자겸을 체포해 달라는 부탁을 했던 것이다.
1126년 2월 25일 어둠이 내릴 무렵 인종의 명을 받은 최탁과 오탁, 그리고 권수 등이 군사를 이끌고 궁궐로 진입한다. 지녹연, 오탁, 권수, 고석 등은 더불어 거사하여 대궐을 장악하여 척준경의 아우인 병부상서(兵部尙書) 척준신과 척준경의 아들인 내시(內侍) 척순(拓純)을 죽이고 시체를 궐 밖에 버렸다. 이외에도 지후 김정분, 녹사 전기상, 최영 등도 함께 제거하였다. 그러나 내직기두 학문이 성벽을 타고 넘어가 중랑장 지호를 통하여 이자겸에게 이 사건을 보고하였다. 최탁 등의 공격 소식을 접한 이자겸은 척준경에게 자신의 아들 의장이 거느리고 온 현화사의 승려 3백여 명을 이끌고 궁성을 포위하도록 명하였다.

#### 출병과 궁궐 장악
척준경과 이자겸, 이자겸의 아들 이지미 등은 사태를 접하고 처음엔 매우 당황해하였다. 그러나 그들은 급히 측근세력으로 구성된 조정 백관들을 불러모았다. 그리고 해결책을 모의한 끝에 척준경의 말에 따라 반격을 가하기로 했다. 척준경은 시랑 최식, 지후 이후진, 녹사 윤한 등에게 수십 명의 군사를 이끌고 가서 궁성문을 열라고 지시했다. 이미 의장이 거느린 승려 3백명이 개경왕궁에 도착해 있었고 이들과 함께 궁궐을 공략한다.
척준경의 명령을 받은 소장들은 궁성에 도착하자 자물쇠를 부수고 성 안으로 들어섰다. 그리고 어둠 속에서 고함을 지르며 반군들에게 항복을 종용했다. 그러나 궁성병력은 그들의 숫자가 많은 줄 알고 문을 걸어잠그고 나오지 않았다. 2월 26일 아침 이자겸은 척준경을 직접 파견했다. 척준경은 비로소 자신의 동생 척준신과 아들 척순의 시체를 발견하고 복수를 다짐했다. 그는 군졸을 불러모아 최탁 등이 반란을 일으켰다고 말하고 궁성을 포위할 것을 명령했다. 여기에 승려 의장이 이끄는 헌화사 승병 3백여 명도 가세했다.
불현듯 신봉문 위에 인종이 황색 양산을 펼쳐보이며 나타나자 척준경은 곤경에 처하고 말았다. 왕이 이미 역도들에게 붙잡혀 죽은 것으로 알고 있던 척준경의 군사들이 환호성을 질러댔던 것이다. 왕이 수하를 시켜 병졸들에게 '너희들은 왜 무기를 가지고 왔느냐?'고 물었다. 이에 병졸들은 척준경에게 들은대로 "적이 궁중으로 침입했다고 해서 사직을 수위하려고 왔을 다름입니다."하고 대답했다. 인종은 그 대답을 듣고서 자신은 무고하니 무장을 해제하고 물러가라고 명령하고 내탕고를 열어 은과 비단을 꺼내 성 위에서 달아내렸다. 그러나 결국 척준경 군사는 왕궁을 장악했고 인종은 무장해제를 명했지만 병사들은 듣지 않는다.
뜻밖의 사태에 이자겸은 어찌할 바를 몰라 했으나 척준경은 군사를 모아 대궐로 가서 위세를 보이자 오히려 거사한 지록연 등이 위축되어 대궐을 지키기만 했다. 인종은 친히 나와서 척준경의 군사들에게 해산하게 하고 재물을 하사했으나, 척준경은 성을 내며 대궐을 공격하였다. 그리고 지록연이 이끄는 군사가 밤에 공격해올 것을 우려하여 대궐의 전각에 불을 지르고 공격했다. 이 와중에 화살이 인종이 있는 자리까지 날아가 수비군들이 방패로 가려 막기도 했다.
이자겸과 사돈인 척준경이 앞장서서 군사를 이끌고 대궐을 공격했으며, 출가한 아들 의장(義莊)도 현화사(玄化寺)의 중 3백을 이끌고 이자겸, 척준경이 이끌고 온 군사들과 합세하였다. 이자겸의 군사가 궁궐을 장악하자 이자겸은 인종에게 난을 일으킨 자들을 내놓을 것을 요구했다. 그러나 인종은 듣지 않았다.

#### 궁궐 방화 사태
궁궐을 장악한 이자겸은 합문지후 최학란과 도병마사 녹사 소억을 궁문 밖까지 보내서 인종에게 다분히 협박조로 궁중에서 변란을 일으킨 자들을 내보내지 않으면 궁중이 위험해질 것이라고 전했다. 하지만 인종이 요구를 들어주지 않자 이자겸은 척준경과 협의하여 궁성 공격을 명령했다. 척준경에게 공격을 지시했으나 군사가 들어가지 못했고, 이에 척준경은 화공으로 공격한다.
전투 경험이 많던 척준경은 밤이 되면 오히려 불리하다고 판단하고 날이 어둡기 전에 대대적인 공격을 펼치는 것이 가장 빠른 해결책이라고 말했고, 이자겸은 그의 의견을 따랐다.
척준경은 화공을 하기로 작정하고 동화문에 장작을 쌓아놓고 불을 질렀다. 그러자 바람에 불꽃이 날려 삽시간에 내침까지 불길이 번졌고, 궁인들은 혼비백산하여 모두 뿔뿔이 흩어지고 궁성 병력들도 당황하여 어쩔 줄을 몰랐다. 불길은 밤까지 계속 타올랐고, 궁성 내의 병사들은 불길과 연기를 피해 밖으로 밀려나오기 시작했다. 척준경은 병력을 이끌고 궐문 앞에 대기하면서 이를 지켜보고 있었다.
이들이 나오자 척준경은 궁성을 빠져나오는 사람은 무조건 죽이라고 명령하고 수하들로 하여금 각 성문을 지키게 하였다. 척준경의 화공으로 패색이 확연해지자 궁성 병력을 이끌고 있던 오탁은 인종을 호위하여 서문으로 빠져나가고, 나머지 병력은 밀어닥친 척준경의 병력과 싸우다가 체포되거나 전사하였다. 그러나 인종이 보이지 않자 척준경은 추격대를 따로 편성하여 오탁 등의 뒤를 쫓게 한다.
또한 인종을 인도하던 오탁은 척준경이 보낸 낭장 장성에 의해 살해되었으며, 최탁, 권수, 고석 등의 장수들도 모두 척준경이 보낸 병사들에 의해 죽임을 당했고, 궁성 병력에 가담한 대장군 윤성, 장군 박영, 좌복야 홍관 등도 살해되었다. 인종은 불길이 계속 번지자 어쩔 수 없이 신하들과 함께 밖으로 나왔는데, 이때 척준경은 거사에 가담한 장군들과 문관들을 죽였다. 이자겸은 강압적으로 인종의 거처를 자신의 집으로 옮기도록 했으며, 이 일 때문에 이자겸과 척준경의 권세가 하늘을 찌르게 되었다.
척준경에 의해 궁성병력이 모두 제압되었을 때 궁궐 내부는 완전히 전쟁터와 같았다. 궁궐의 대부분은 불타 없어지고, 산호정, 상춘정, 상화정과 같은 정자들과 제석원 행랑 수십 간만 겨우 남아있을 뿐이었다. 궁궐을 장악하였으나 왕이 있는 곳을 방화했다 하여 그는 계속 비판을 받게 된다.

#### 이자겸과의 갈등
이자겸은 왕과 같은 권한으로 행동하면서, 인종을 자신의 사택인 중흥택 서원에 연금해버리고 모든 정사를 자신이 주관하며 결재했다. 그러나 인종은 다시금 이자겸을 축출하기 위해 내의원 최사전과 모의하고 척준경과 이자겸을 이간질시키기로 작정한다. 그런데 이자겸의 아들 이지언(李之彦)은 척준경이 궁성에 활을 쏘고 불을 지른 사실을 비난하였다. 그러한 때에 국왕은 척준경에게 사람을 보내어 이자겸을 제거하여 공을 세울 것을 종용했다.
그 후 이자겸이 노골적으로 왕위를 노리기 시작하자 이자겸 일파를 제거할 방안을 찾던 인종은 최사전(崔思全)의 말에 따라 척준경을 이자겸에게서 떼어내 이자겸의 군사적 기반을 제거하려 했다. 척준경은 최사전의 말에 설득되었으며, 얼마 후 이지언의 종이 척준경의 종에게 궁궐을 불사르고 인종에게까지 화살을 날린 것이 죽을죄라고 비난하자 성을 내며 집에서 나오지 않았다.
인종은 척준경에게 다음과 같은 조서를 보낸다.
| “ | 오직 나의 불찰로 흉악한 자들이 일을 저지르도록 방치함으로써 대신들에게 근심과 수고를 끼쳤다. 이것은 모두 나의 죄이다. 이제부터 스스로를 반성하고 잘못을 뉘우치며 신민들과 함께 교화를 새롭게 할 것을 맹세하노라. 그대는 더욱 수신에 힘쓰고 기왕의 일은 다시 생각하지 말 것이며, 성심껏 나를 보좌하여 후환이 없도록 하라. | ” |

이 조서를 받고 척준경은 은근히 마음이 움직였다. 그는 원래부터 충성심이 강하고 용맹스런 인물이었기 때문에 왕의 부탁을 쉽게 거절하지 못했던 것이다. 또한 그때 마침 이지언의 집사가 척준경의 집사와 시비가 붙는 사건이 발생했다. 어떤 일로 싸움을 벌인 그들은 서로 상대방의 상전을 욕하는 지경에 이르렀다. 이지언의 집사가 홧김에 '너희 상전은 임금이 있는 자리에 대고 활을 쏘고 궁중에 불을 질렀으니 그 죄는 죽음을 면치 못할 터이고, 너도 마땅히 관노로 글려가야 될 터인데 감히 네놈이 나를 욕해!" 이 말이 곧 척준경의 귀에 들어갔고 척준경은 이자겸의 집으로 달려가서 따지며 의관을 벗어던져 버렸다. 척준경측의 불만이 심해지고 이자겸 측에서는 사과를 거부하자 인종은 사람을 보내 이들의 갈등을 부채질했다.

#### 상경과 출병
난처한 입장이 된 이자겸은 이지미와 이공의를 보내 화해를 요청했으나 척준경은 욕지거리를 쏟아놓으며 은퇴하여 고향으로 돌아가겠다고 공언했다. 인종이 이 소문을 듣고 다시 추밀원사 김부일을 그에게 보내 제 위치로 돌아가 일을 보라고 권유하며 안장을 끼운 말을 한 필 선물로 보냈다. 그리고 밀지를 내려 왕실을 위해 충성을 다하려면 이자겸을 제거하는 것이 우선이라며 회유하였다. 인종의 친필을 받고 그는 감격한다. 이자겸이 아들들을 보내 화해를 청했으나 척준경은 받아들이지 않았으며, 때마침 인종이 김부일과 최사전으로 하여금 이자겸 제거를 재촉하자 이를 실행에 옮기기로 결심하고 인종에게 충성을 맹세하는 글을 올렸다.
이자겸이 수단과 방법을 가리지 않고 왕을 독살하려고 하자 이 소식을 들은 척준경은 드디어 왕에게 충성을 하겠다는 결정을 내린다. 왕의 친서를 받은 척준경은 인종이 위험에 처해 있음을 감지하고 장교 7명과 관노 20여 명을 인솔하려 궁궐로 향했다. 그때 이들은 무기가 없어 목책나무를 몽둥이 삼아 뽑아든 채로 달려가고 있었다. 결국 척준경은 인종에게 충성을 맹세하는 글을 바치고 바로 상경했고 이자겸은 그가 도착한 것을 모르고 있었다.
환관 조의의 인도로 그들이 궁으로 들어가자 순검도령 정유황이 군사 1백여 명을 이끌고 군기감으로 들어가서 갑옷과 병기를 꺼내 나누어주고 연경궁으로 향했다. 이때 척준경은 이자겸의 수하인 소경 유원식을 만났는데,그가 이자겸에게 알릴 것을 염려한 조의는 유원식을 살해하였다.

#### 이자겸 제거
1126년 음력 5월 척준경은 궁궐로 들어가 인종을 호위할 태세를 갖추었다. 이자겸의 군사들이 저항했으나 척준경의 위세에 눌려 간단히 제압되었다. 이어 김향(金珦)·이공수와 더불어 대궐로 들어가 이자겸의 군사들을 제압한 다음 이자겸을 불러냈다. 그러나 도성에 척준경이 도착한 줄을 생각하지 못한 이자겸은 계속 정사를 보고 있었다. 그 사이에 척준경은 인종을 안전한 군기감에 데려다 놓고 수하들로 하여금 호위하도록 한 다음 승선 강후현을 파견하여 이자겸을 잡아오도록 하였다.
대세가 기울었음을 안 이자겸은 소복 차림으로 인종 앞에 나온 후 곧바로 옥에 갇혔다가 영광으로 유배되어 훗날 귀양지에서 사망했다. 척준경은 이자겸과 그의 처자들을 모두 팔관보에 가두고, 그를 호위하고 있던 장군 강호와 고진수를 죽였다. 또한 병사들을 풀어 그의 잔당들을 모두 잡아들이거나 죽이고, 왕을 다시 궁으로 모셔갔다.
인종은 척준경의 공을 표창하고 위사공신(衛士功臣)의 칭호를 내렸다. 또한 문하시중으로 삼으려 했으나, 척준경은 이를 사양하였다.
동년 6월 추충정국협모동덕위사공신에 녹훈되고 검교태사 수태보 문하시랑 동중서문하평장사 판호부사 겸 서경유수에 임명되고, 상주국에 녹훈되었으며 부인 황씨는 제안군대부인에 봉해진다. 또한 인종이 갑자기 꿈을 꾸자 척준경은 임씨 성을 가진 왕후를 맞이할 것이라고 예언하였는데, 예언이 적중하여 인종은 문하시중 임원후의 딸 공예왕후를 간택하여 왕비로 삼았다. 그해 음력 11월 인종은 척준경의 얼굴을 그린 그림을 공신당에 걸게 했다.
그러나 척준경의 위세는 오래 가지 못했다. 척준경이 이자겸을 제거한 공을 내세우며 권세를 부리려 하자 인종은 척준경을 꺼리게 되었으며, 마침내 정언(正言) 정지상이 척준경의 옛 죄를 들어 탄핵하는 상소를 올리자 1127년 음력 3월 암타도(巖墮島)로 귀양 가게 되었다.

### 말년과 죽음
1127년 음력 3월 "이자겸을 제거한 일은 일시의 공이나 궁궐을 침범하고 불사른 것은 만세의 죄"라는 정지상의 탄핵을 받아 암태도로 유배되었다가, 1128년 음력 4월 이자겸을 제거한 공을 참작하여 척준경의 귀양지를 암타도에서 고향인 곡주로 옮기게 하였으며, 1130년 음력 10월에는 "죄는 중하나 또한 공도 적지 않다" 하며 가족들과 한곳에 살도록 했다. 또한 1132년 음력 11월에는 척준경의 아들에게 직전(職田)을 돌려주게 하였다.
1144년(인종 22) 음력 2월 인종은 척준경을 검교호부상서(檢校戶部尙書)에 임명, 바로 상경했으나 얼마 가지 못해 등창으로 세상을 떠났다. 이후 인종은 그의 관직을 회복하고, 자손들에게도 출사길을 열어주었다.

## 에피소드
척준경과 인종 사이에 인종이 꾼 꿈의 해몽에 대한 일화가 있다.
이자겸이 제거된 후 그의 두 딸도 왕비의 자리에서 쫓겨났기 때문에 새로운 왕비를 맞아들이게 되었다. 이 무렵 인종은 깨 다섯 되와 황규(黃葵) 서 되를 얻는 꿈을 꾸었는데, 척준경은 이 꿈이 아들 다섯을 얻고 그 중 세 명이 왕위에 오를 것이라고 풀이하였다. 그의 말대로 새 왕비가 된 공예태후(恭睿太后) 임(任)씨의 자식들 중 의종(毅宗), 명종(明宗), 신종(神宗)이 나왔다.

## 기타
싸움을 매우 잘했다. 당대 고려에서 최강급의 무예로 명성을 떨치기도 했다.

## 척준경의 관직 역임
척준경이 거친 벼슬을 연대순으로 나열하면 다음과 같다.
| 연도(年度) | 관직(官職) |
| ---------- | --- |
| 1095년     | 숙종이 계림공에 있었을 때 섬기게 되어 1095년에서 1104년까지 9년간 추밀원 별가가 됨. |
| 1104년     | 음력 2월 여진족에게 패주하던 임간의 군사를 구해낸 공으로 천우위녹사 참군사로 임명됨. |
| 1105년     | 음력 12월 예종이 등극한 후 병마녹사가 됨. |
| 1108년     | 음력 1월 정벌 중 여진족에게 기습당한 윤관을 구해내어 합문지후(閤門祗候)에 임명됨. |
| 1109년     | 음력 3월 개경에서 재출정할 때 공부 원외랑(工部員外郞)의 자리에 있었음. |
| 1115년     | 요나라가 출병을 요청해 왔을 때 위위소경(衛尉少卿)의 자리에 있었음. |
| 1117년     | 음력 1월 서북면 병마부사(西北面兵馬副使)로, 음력 6월에는 지어사대사(知御史臺事)로 임명됨. |
| 1119년     | 음력 1월 동북면 병마사로 임명됨. |
| 1122년     | 음력 3월 위위경(衛尉卿) 직문하성(直門下省)으로 임명됨. |
| 1123년     | 음력 7월 고려에 왔다가 돌아가는 송나라의 사신을 전송할 때 동지추밀원사(同知樞密院事)의 자리에 있었으며, 음력 12월 이부상서(吏部尙書)·참지정사(參知政事)로 임명됨.                                                                                                 |
| 1124년     | 음력 12월 개부의동삼사 검교 사도 수사공 중서시랑평장사(開府儀同三司檢校司徒守司空中書侍郞平章事)가 됨. |
| 1125년     | 음력 12월 문하시랑평장사가 됨. |
| 1126년     | 음력 4월 문하시랑 판병부사(判兵部事)로 임명됨. |
| 1126년     | 음력 6월 이자겸을 제거한 공으로 추충정국협모동덕위사공신(推忠靖國協謀同德衛社功臣) 칭호를 받고, 검교 태사 수태보 문하시랑동중서문하평장사 판호부사(檢校太師守太保門下侍郞同中書門下平章事判戶部事)로 임명되는 한편, 서경유수사(西京留守事) 상주국(上柱國)을 겸함. |
| 1144년     | 음력 2월 인종이 조서를 내려 조봉대부(朝奉大夫) 검교 호부상서로 삼았으나, 얼마 가지 못하고 등창으로 죽음. |
| 1146년     | 음력 2월 문하시랑평장사의 관직이 회복됨. |

## 가계

### 관련 인물
- 윤관
- 왕자지
- 이자겸

## 같이 보기
| - 동북 9성 - 강동 6주 - 이자겸의 난 - 이자겸 - 강감찬 - 강조 - 서희 - 왕자지 - 윤관 - 무신정변 | - 별무반 - 여진족 - 오연총 - 우야속 |

## 참고 문헌
- 《고려사》[11] - 숙종세가, 예종세가, 인종세가, 윤관 열전, 이자겸 열전, 척준경 열전, 후비(后妃) 공예태후 열전.
- 《고려도경》[12]
- 《고려사절요》[13]
- 《동사강목》